# François de Rugy

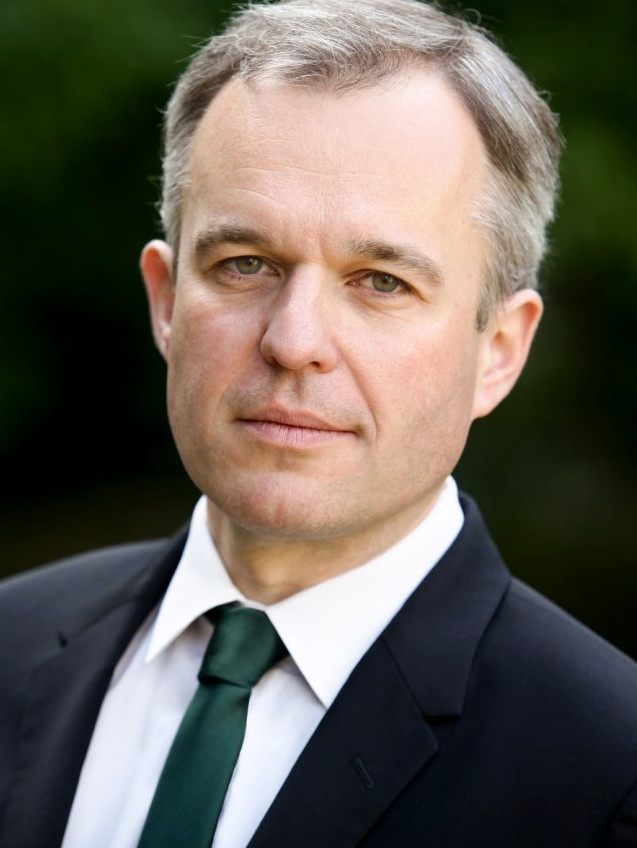
François de Rugy el 2017

François Goullet de Rugy, més conegut com a François de Rugy (Nantes, 6 de desembre de 1973) és un polític francès.
Després de la seva reelecció com a diputat al juny del 2017, es va afiliar al grup de La République en marche i esdevingué aleshores president de l'Assemblea Nacional, essent llavors el titular d'aquesta funció més jove de la Vena República. Més endavant, al setembre del 2018, va ser nomenat ministre d'Estat, ministre de la Transició ecològica i solidària del Segon govern d'Édouard Philippe, com a successor de Nicolas Hulot.
El juliol del 2019, unes revelacions del diari Mediapart respecte a l'organització d'àpats privats amb diners públics quan era president de l'Assemblea Nacional, juntament amb obres realitzades al seu domicili de ministre, i alhora la seva ocupació d'una vivenda de vocació social, van generar una gran controvèrsia. A conseqüència del rebombori dels diversos escàndols revelats es veié obligat a dimitir el 16 de juliol del 2019.